# Юрий Владимирович (князь пинский)
Юрий (Георгий) Владимирович (ум. 1292) — князь пинский, последний правитель княжества из династии Изяславичей.

## Биография
Сын князя пинского Владимира. В 1262 году вместе со старшими братьями Фёдором и Демидом поздравил галицко-волынского князя Василько Романовича с одержанной им победой над литовцами у города Небли, которые много зла причиняли своими набегами Пинскому княжеству. По мнению Грушевского, умер в 1288/1289 году. 
По смерти Юрий Владимирович охарактеризован в летописи как «кроткий, смиренный правдивый»; его оплакивали вдова, сыновья, брат — князь Демид, «и вси людье плакахуся по нем плачем великим».